# Lubina
Lubina (in ungherese Lobonya) è un comune della Slovacchia facente parte del distretto di Nové Mesto nad Váhom, nella regione di Trenčín.